# Triadokoenenia millotorum
Genre
Espèce
Synonymes
- Prokoenenia millotorum Remy, 1950

Triadokoenenia millotorum, unique représentant du genre Triadokoenenia, est une espèce de palpigrades de la famille des Prokoeneniidae.

## Distribution
Cette espèce est endémique de Madagascar. Elle se rencontre vers Antsaravy.

## Publications originales
- Remy, 1950 : Palpigrades de Madagascar. Mémoires de l'Institut Scientifique de Madagascar, vol. 4, p. 135-164.
- Condé, 1991 : Prokoenenia millotorum Remy, type du nouveau genre Triadokoenenia (Arachnida, Palpigradida). Bulletin du Muséum National d'Histoire Naturelle A, Paris, sér. 4, vol. 13, p. 351-360.